# Strafraum
Der Strafraum, umgangssprachlich wegen seiner Maße oft auch als „Sechzehner“ bezeichnet, ist im Fußball eine durch Linien markierte Fläche des Spielfeldes vor den beiden Toren. Im Strafraum gelten zu zahlreichen Details andere Spielregeln als für das übrige Spielfeld. 
Innerhalb des Strafraums befinden sich der Torraum und der Strafstoßpunkt. Die Linien um den Strafraum gehören, so wie es (im Fußball) auch in anderen Fällen geregelt ist, zum Strafraum. Der Teilkreis am Strafraum gehört nicht zum Strafraum, sondern kennzeichnet lediglich den bei Strafstößen vorgeschriebenen Abstand (9,15 Meter) der unbeteiligten Spieler vom Strafstoßpunkt. 
Die Bezeichnung Strafraum leitet sich aus der Tatsache ab, dass innerhalb dieser Fläche besondere Regeln gelten, die bei Verletzung zum Teil anders und härter als im übrigen Spielfeld bestraft werden, insbesondere mit Strafstoß anstatt direktem Freistoß.

## Regeln
Folgende besondere Regeln gelten im Strafraum:
- Ein Regelverstoß durch einen Verteidiger gegen einen Angreifer innerhalb des Strafraums des Verteidigers, der den Regeln gemäß mit einem direkten Freistoß zu ahnden wäre, wird mit einem Strafstoß sanktioniert.
- Im eigenen Strafraum darf der Torwart den Ball mit der Hand berühren oder halten, sofern er ihn nicht aus einem  Rückpass erhalten hat.
- Bei einem Abstoß oder einem Freistoß im eigenen Strafraum ist der Ball erst wieder „im Spiel“, wenn er mit dem Fuß gespielt wurde und sich eindeutig bewegt. Bis dahin darf der Ball von keinem Spieler angenommen werden, gegnerische Spieler dürfen sich bis dahin nicht im Strafraum aufhalten oder diesen betreten. Gelangt der Ball dabei über die Torlinie – unabhängig davon, ob er in das Tor oder daneben geht –, so ist der Abstoß bzw. Freistoß zu wiederholen.

## Maße / Geometrie

Aufbau eines Fußballfeldes

Die Strafräume weisen je eine Breite von 40,32 Meter auf (2 mal 16,50 m links und rechts ab Innenkante der Torpfosten plus Innenbreite des Tores 7,32 m) und reichen 16,50 Meter weit rechtwinklig in das Spielfeld hinein. Diese Maße leiten sich aus den Englischen Originalmaßen ab und sind aufgerundet: Tiefe und seitliche Ausdehnung ab Torpfosten = 18 Yards = 16,4592 m; Torbreite = 8 Yards = 7,3152 m; Gesamtbreite = 44 yards =  40,2336 m. Festgelegt sind diese Maße in der Regel 1 der Fußballregeln.

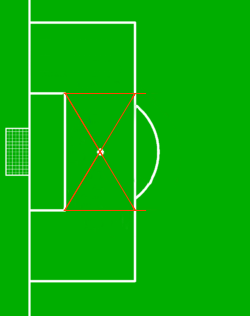
Strafraum mit Torraum und Elfmeterpunkt

Die exakte Vermessung und Markierung der Torraum- und Strafraumlinien lässt sich durch die folgende geometrische Konstruktion überprüfen (siehe Grafik): Werden die seitlichen Torraumlinien parallel zur Seitenlinie (= rechtwinklig zur Toraus-Linie) verlängert, dann schneidet diese gedachte Linie die Strafraumgrenze. Von diesem Schnittpunkt aus zieht man diagonal eine Linie zur gegenüberliegenden Ecke des Torraumes. Von beiden Seiten her ausgeführt schneiden sich die beiden Diagonalen an der Strafstoßmarke. Bei korrekter Linienmarkierung liegt dieser Punkt genau zwischen den quer verlaufenden Torraum- und Strafraumlinien, genau 11 Meter von der Torlinie entfernt und mittig zur Torbreite. 
Die im praktischen Spielbetrieb uneinheitliche Größe von Spielfeldern (gem. den Regeln: Länge zwischen 90 und 120 Meter, Breite zwischen 45 und 90 Meter) hat keine Auswirkung auf die Größe des Strafraums; ggf. sind also die Räume zwischen den äußeren Strafraumlinien und der Außenlinie unterschiedlich breit. Dagegen sind bei Spielen auf Kleinfeldern (z. B. im unteren Jugendbereich) auch die Strafräume kleiner. Dazu kommen in der Regel kleinere Tore und auch eine Anpassung bei den übrigen Markierungen im Strafraum (Torraum, Strafstoßmarke); manchmal entfällt der Torraum auch ganz, so dass der Strafraum dann gleichzeitig der Torraum ist.

## Geschichte
Bis 1896 hatte der Strafraum die Form eines Halbkreises. Seit 1903 ist dem Torwart das Handspiel nur noch im eigenen Strafraum gestattet, früher in der ganzen eigenen Spielhälfte.